# Gong Hyo-suk
Gong Hyo-suk (* 1. Januar 1986) ist ein südkoreanischer Straßenradrennfahrer.

## Radsportlaufbahn
Gong begann seine Karriere 2008 bei dem südkoreanischen Continental Team Seoul Cycling. In seinem zweiten Jahr dort gewann er das Mannschaftszeitfahren beim Jeolginyeon Stage Race. Außerdem gewann er die sechste Etappe beim Ho Chi Minh City Television Cup und konnte so auch die Gesamtwertung für sich entscheiden. In der Saison 2010 wurde er auf der Königsetappe der Tour de Langkawi zu den Genting Highlands Zweiter hinter dem venezolanischen Kletterer José Rujano und belegte am Ende auch den zweiten Platz in der Gesamtwertung. Später konnte er eine Etappe bei der Tour de Korea gewinnen.

## Erfolge
2007
- Nachwuchswertung Tour of East Java

2010
- zwei Etappen Tour de Korea

2016
- Koreanischer Meister – Straßenrennen